# Niger Source
Niger – Source est une zone humide Ramsar située à 800 m d'altitude au pied des monts Loma, à cheval sur la république de Guinée et la Sierra Leone. Créée en 2002, elle couvre une superficie de 1 804 km2,.
Le cours du Niger traverse ou borde cinq États dont la Guinée, le Mali, le Niger, le Bénin et le Nigéria et, parmi eux, deux tirent leur nom directement du fleuve, à savoir le Niger et le Nigéria.